# Emilia Lanier

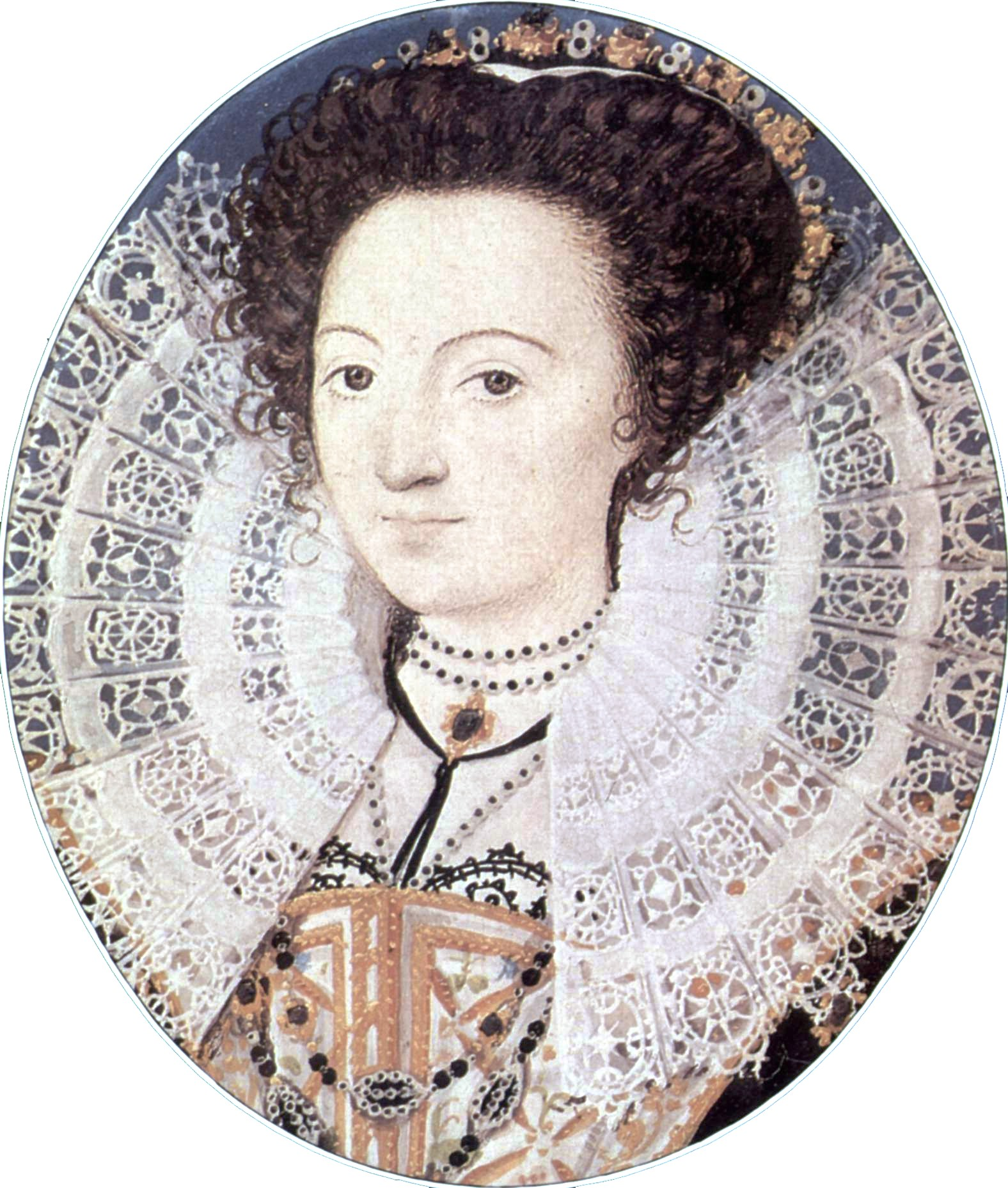
Emilia Lanier, Gemälde von Nicholas Hilliard

Emilia Lanier (geboren 1569 als Aemilia Bassano; gestorben 1645) war eine englische Dichterin. Ihr Werk Salve Deus rex Judaeorum (1611), eine Sammlung religiöser Verse, war die erste Gedichtveröffentlichung durch eine Frau im siebzehnten Jahrhundert.

## Leben
Emilia wurde als Tochter des Hofmusikers Baptista Bassano und seiner „berühmten“ Frau Margaret Johnson geboren und am 17. Januar 1569 in St. Botolph without Bishopsgate in London getauft. Ihr genaues Geburtsdatum ist nicht bekannt. Die Bassanos waren italienische Juden, die aus Venedig eingewandert waren und 1531 bei Hofe als Musiker und Instrumentenmacher angestellt wurden. Durch die Beschäftigung ihres Vaters als königlicher Musiker gehörte ihre Familie zum niederen Adel. Als Kind wurde Emilia im Haushalt von Susan Bertie, Countess of Kent, erzogen und ausgebildet, deren eigene Mutter, Katherine Willoughby eine weithin bekannte Mäzenin der protestantischen und humanistischen Lehre gewesen war. Obwohl nichts näheres über Emilias Ausbildung bekannt ist, muss also davon ausgegangen werden, dass sie sehr belesen war. Sie war mehrere Jahre die Geliebte von Henry Carey, 1. Baron Hunsdon, einem Cousin von Königin Elisabeth I. und dem Patron von Shakespeares Theatergruppe, den Lord Chamberlain’s Men. Als sie von Hunsdon ein Kind erwartete, heiratete sie 1592 den Hofmusiker Alfonso Lanier. Ab ca. 1597 hatte sie Kontakte zu dem Astrologen Simon Forman, der in seinem Tagebuch ausführliche Notizen zu ihrem Leben aufgezeichnet hat. In neuerer Zeit wurden Versuche unternommen sie als die Dark Lady aus Shakespeares Sonetten (1609) zu identifizieren.

## Werk

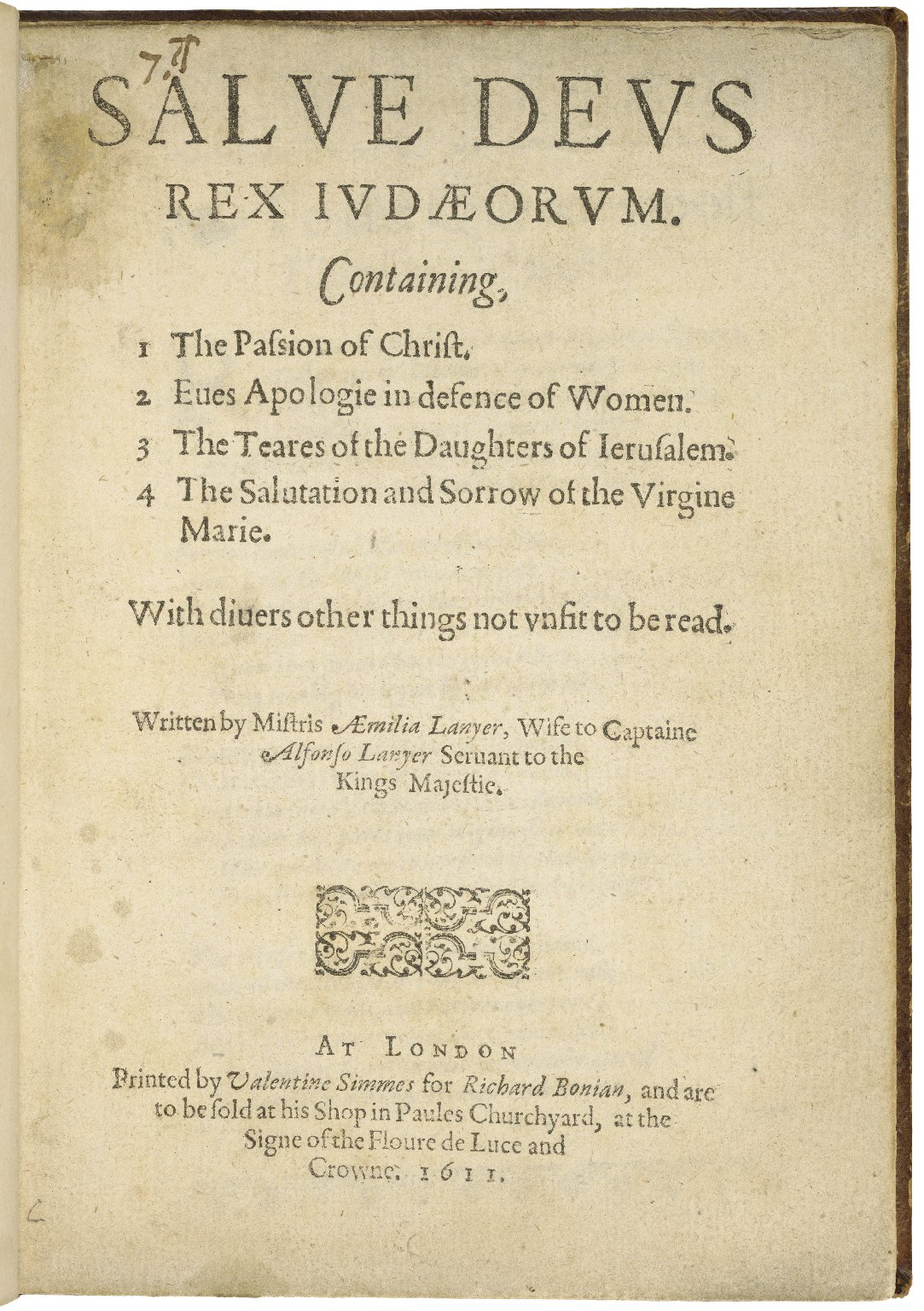
Titelblatt von Laniers Werk Salve Deus Rex Judaeorum

1611 veröffentlichte Lanier die Gedichtsammlung Salve Deus Rex Judaeorum. Sie gehört damit neben Isabella Whitney zu den ersten Frauen in England, die als Autorin in Erscheinung getreten ist. Die Sammlung enthält Gedichte mit Widmungen an aristokratische Frauen und ein erzählendes Gedicht, das die Rolle bedeutender Frauen in der christlichen Tradition beschreibt (Eva, die Jungfrau Maria, die Ehefrau des Pilatus, die Töchter Zion etc.). In dem Schlussgedicht A Description of Cookham wird ein idealisiertes englisches Landhaus als „feministisches Paradies“ gezeichnet.
Der „English Short Title Catalogue“ verzeichnet acht erhaltene Exemplare des Buches. Eine Kopie der Erstausgabe des Gedichtbandes befindet sich im Britischen Museum. Die Ausgabe von 1611 wurde von Valentine Simmes gedruckt. Ein Exemplar kann in der „Folger Shakespeare Library Digital Image Collection“ eingesehen werden.

## Nachkommen
Aus der Beziehung mit Henry Carey, 1. Baron Hunsdon hatte Emilia den Sohn Henry (1593–1633). Er wurde entsprechend der Familientradition als Musiker ausgebildet und 1629 offiziell zum Hofmusiker ernannt. 1623 heiratete er Joyce Mansfield, mit der er die Kinder Mary (getauft 25. Juli 1627) und Henry (getauft 16. Januar 1630) hatte.
In der Ehe mit Alphonso Lanier erlitt Emilia mehrere Fehlgeburten, bevor schließlich 1598 die Tochter Odillya zur Welt kam. Das Mädchen wurde am 2. Dezember 1598 getauft, starb jedoch schon 10 Monate später wie aus den Aufzeichnungen der Kirche St. Botolph hervorgeht, wo sie am 6. September 1599 beigesetzt wurde.